# Sestav šestih petstranih antiprizem
Sestav šestih petstranih antiprizem je v geometriji sestav uniformnih poliedrov simetrična razporeditev šestih petstranih antiprizem. Lahko ga naredimo tako, da včrtamo v ikozaeder po eno petstrano antiprizmo na enega izmed šestih načinov. Potem še zavrtimo vsako izmed njih za 36º okoli osi, ki poteka skozi središči dveh nasprotnih petkotnih stranskih ploskev.
Ima enako razvrstitev oglišč kot sestav šestih prekrižanih antiprizem. 
Sklic v preglednici na desni se nanaša na seznam sestavov uniformnih poliedrov. 

## Kartezične koordinate
Kartezične koordinate oglišč sestava so vse ciklične koordinate vrednosti:
(±(3+4τ), 0, ±(4−3τ))
(±(2−4τ), ±5τ, ±(1−2τ))
(±(2+τ), ±5, ±(4+2τ))
kjer je τ = (1+√5)/2 zlati rez, ki ga včasih pišemo kot φ.

## Vir
- Skilling, John (1976), »Uniform Compounds of Uniform Polyhedra«, Mathematical Proceedings of the Cambridge Philosophical Society, 79: 447–457, doi:10.1017/S0305004100052440, MR 0397554.